# Lôi Phàm Bồi
Lôi Phàm Bồi (tiếng Trung giản thể: 雷凡培, bính âm Hán ngữ: Léi Fánpéi, sinh tháng 5 năm 1963, người Hán) là nhà khoa học hàng không vũ trụ, doanh nhân, chính trị gia nước Cộng hòa Nhân dân Trung Hoa. Ông là Ủy viên Ủy ban Trung ương Đảng Cộng sản Trung Quốc khóa XX, Ủy viên dự khuyết khóa XIX, hiện là Chủ tịch Tập đoàn Đóng thuyền Trung Quốc. Ông từng là Bí thư Đảng tổ, Chủ tịch, tức người đứng đầu các tập đoàn lớn về công nghiệp, khoa học kỹ thuật của Trung Quốc như Tập đoàn Công nghiệp Thuyền Trung Quốc, Tập đoàn Khoa học Kỹ thuật vũ trụ Trung Quốc.
Lôi Phàm Bồi là đảng viên Đảng Cộng sản Trung Quốc, học vị Tiến sĩ Kỹ thuật, học hàm Nghiên cứu viên Khoa học vũ trụ, chức danh Viện sĩ Viện Hàn lâm Du hành vũ trụ Quốc tế. Ông có sự nghiệp lớn dành cho ngành du hành vũ trụ, từng là Tổng chỉ huy điều hành chương trình Tên lửa Trường Chinh đưa Trung Quốc trở thành quốc gia thứ hai làm chủ công nghệ động cơ tên lửa mới sau Liên Xô, góp phần hoàn thành Chương trình Thần Châu đưa người Trung Quốc vào vũ trụ. Ông từng được xem là "thiếu soái" của sự nghiệp du hành vũ trụ có người lái của Trung Quốc.

## Xuất thân và giáo dục
Lôi Phàm Bồi sinh vào tháng 5 năm 1963 tại huyện Hợp Dương thuộc địa cấp thị Vị Nam, tỉnh Thiểm Tây, Cộng hòa Nhân dân Trung Hoa. Ông sinh ra và lớn lên trong một gia đình thuần nông ở Hợp Dương, tốt nghiệp cao trung rồi thi cao khảo năm 1980, đỗ Đại học Bách khoa Tây Bắc, tới thủ phủ Tây An nhập học hệ kỹ thuật du hành vũ trụ vào tháng 9, tốt nghiệp cử nhân chuyên ngành động cơ phóng tên lửa chuyên nghiệp vào tháng 7 năm 1984. Sau đó, ông tiếp tục thi và đỗ cao học, học chuyên ngành động cơ tên lửa thể rắn và động cơ đẩy chính tại hệ kỹ thuật du hành vũ trụ và nhận bằng Thạc sĩ Kỹ thuật vào tháng 4 năm 1987, là nghiên cứu sinh và trở thành Tiến sĩ Kỹ thuật vào năm 1990. Ông cũng được kết nạp Đảng Cộng sản Trung Quốc tại Bách khoa Tây Bắc vào tháng 1 năm 1985.

## Sự nghiệp

### Khoa học vũ trụ

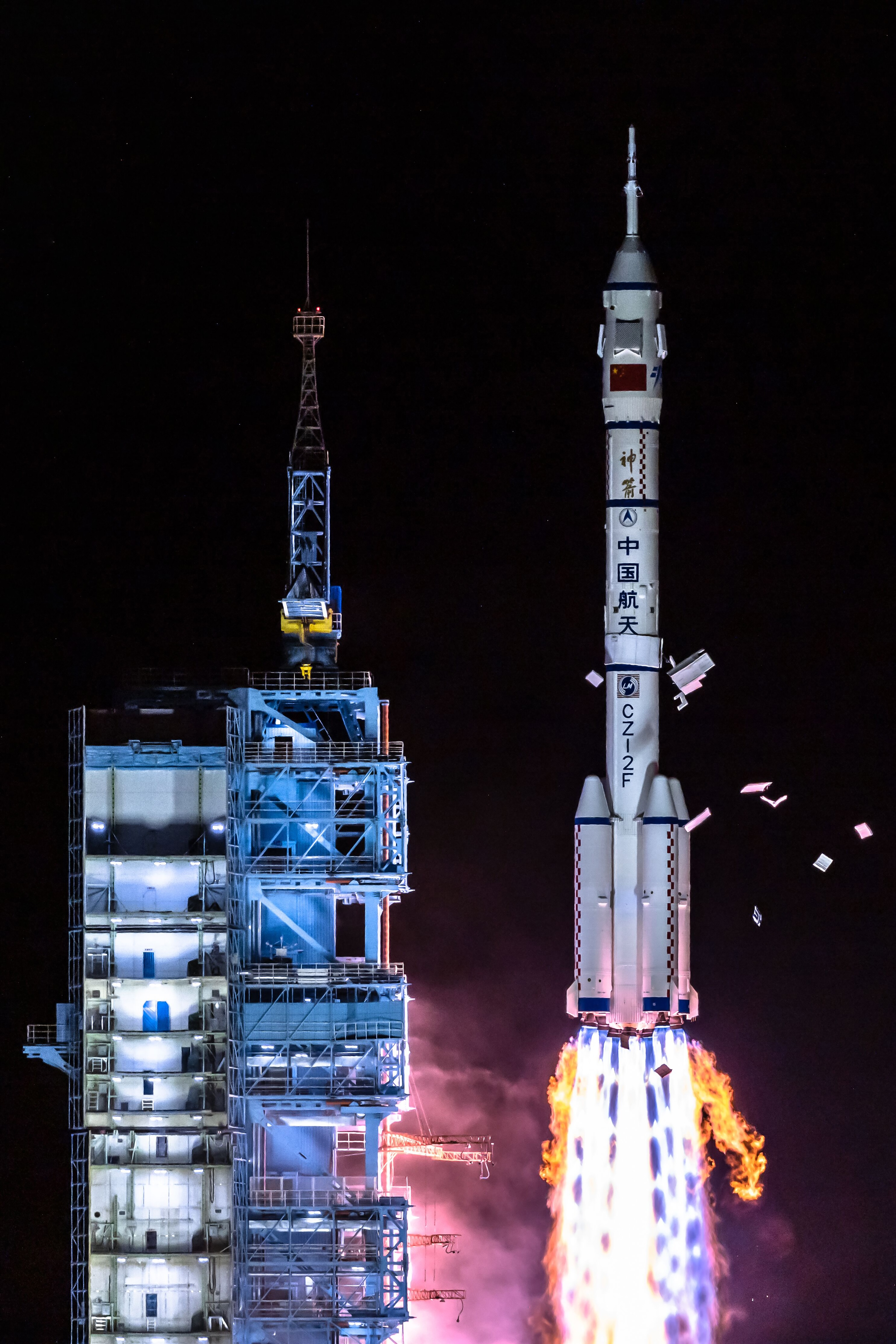
Trường Chinh 2A, tên lửa mới của dự án Tên lửa Trường Chinh từng được Lôi Phàm Bồi điều hành.

Từ khi còn học đại học, Lôi Phàm Bồi đã tham gia nghiên cứu về kỹ thuật du hành không gian, tập trung vào lực đẩy của tên lửa, phát triển động cơ tên lửa. Những năm 1995, ông chịu trách nhiệm phát triển một loạt sản phẩm bao gồm các thành phần quan trọng của một loại động cơ tên lửa mới trong nước, với mục tiêu giải quyết vấn đề thiết kế, lấp đầy những hạn chế kỹ thuật còn thiếu của Trung Quốc và thực hiện những công việc nhất định để động cơ tên lửa nhiên liệu lỏng của Trung Quốc được phóng duy trì tỷ lệ thành công 100%. Khi là Chủ nhiệm Căn cứ 067, ông đã chủ trì phát triển một loại động cơ oxy lỏng và dầu hỏa mới có lực đẩy cao, hiệu suất cao, không gây ô nhiễm, chi phí thấp, qua đó đưa Trung Quốc trở thành quốc gia thứ hai làm chủ công nghệ này sau Liên Xô. Với cương vị là Tổng chỉ huy điều hành chương trình Tên lửa Trường Chinh, ông đã tổ chức phát triển loạt động cơ tên lửa này và động cơ quan trọng liên quan, phóng đạt tỷ lệ thành công 100% từ những năm 2000, đóng vai trò quan trọng trong việc thực hiện mục đích tiến vào vũ trụ của Trung Quốc. Trong thời kỳ này, Lôi Phàm Bồi còn được báo chí gọi là 1 trong 3 "thiếu soái" của sự nghiệp du hành vũ trụ có người lái của Trung Quốc, cùng với Ủy viên Trung ương Đảng, Tổng giám đốc Khoa Kỹ Hàng Thiên, Phó Tổng chỉ huy Chương trình Thần Châu Trương Khánh Vĩ, và Tổng chỉ huy Thần Châu 3, Thần Châu 4, Thần Châu 5 Viên Gia Quân. Ở giai đoạn 2015, ngoài việc chỉ huy dự án Tên lửa Trường Chinh với tư cách là Chủ tịch Khoa Kỹ Hàng Thiên, ông còn được bổ sung thêm làm Phó Tổng chỉ huy Chương trình Thần Châu, tiếp tục phụ trách về động cơ và lực đẩy tên lửa trong dự án này.
Trong giới khoa học, Lôi Phàm Bồi được phong chức danh khoa học là Nghiên cứu viên Khoa học vũ trụ, được bầu làm Viện sĩ Viện Hàn lâm Du hành vũ trụ Quốc tế. Ông từng giữ các chức vụ như Phó Chủ tịch Hiệp hội Du hành vũ trụ Trung Quốc giai đoạn 2011–16, rồi Chủ tịch giai đoạn 2016–20; Phó Chủ tịch, Viện trưởng Viện nghiên cứu Chiến lược phát triển khoa học kỹ thuật vũ trụ Trung Quốc từ năm 2015; và Phó Hội trưởng Hiệp hội Quản lý xí nghiệp công nghiệp khoa học kỹ thuật vũ trụ quốc phòng.

### Xí nghiệp nhà nước
Tháng 4 năm 1987, sau khi hoàn thành khóa thạc sĩ ở Bách khoa Tây Bắc, Lôi Phàm Bồi được Bộ Công nghiệp du hành không gian nhận vào làm, phân về Tổng công ty Công nghiệp vũ trụ Trung Quốc làm thiết kế viên của Sở 11 thuộc Căn cứ 067 đóng tại quận Trường An, Tây An. Trong giai đoạn 1987–97, ông lần lượt là Phó Chủ nhiệm rồi Chủ nhiệm Phòng nghiên cứu, Phó Sở trưởng rồi Phó Bí thư Đảng ủy, Sở trưởng Sở 11, được chọn làm nhân tuyển cho Dự án trăm nghìn vạn nhân tài Quốc gia cấp I và cấp II năm 1995. Cuối năm 1997, ông được thăng chức làm Phó Chủ nhiệm Căn cứ 067 và sau đó là Chủ nhiệm, đến tháng 7 năm 1999, khi Tổng công ty được cải tổ và thành lập Tập đoàn Khoa học Kỹ thuật Vũ trụ Trung Quốc (Khoa Kỹ Hàng Thiên), Căn cứ 067 được chuyển đổi thành Viện nghiên cứu Lực đẩy hàng không vũ trụ Trung Quốc (thường được gọi là Viện nghiên cứu thứ 6) thì Lôi Phàm Bồi được chuyển sang tập đoàn, nhậm chức Viện trưởng Viện nghiên cứu thứ 6, đồng thời là Phó Bí thư Đảng ủy Viện từ đầu năm 2004.
Tháng 2 năm 2005, Lôi Phàm Bồi được thăng chức làm Phó Tổng giám đốc Khoa Kỹ Hàng Thiên, là Thành viên Đảng tổ cho đến tháng 5 năm 2014 thì nhậm chức Đồng sự, Tổng giám đốc Tập đoàn này, kế nhiệm Mã Hưng Thụy. Vào tháng 5 năm 2014, sau 27 năm công tác từ ban đầu là thiết kế viên, ông trở thành Bí thư Đảng tổ, Chủ tịch Khoa Kỹ Hàng Thiên, đồng thời kiêm nhiệm là Chủ tịch công ty đại chúng APT Satellite Holdings – hãng red chip về vệ tinh do Quốc vụ viện giữ hơn 50% cổ phần. Tháng 10 năm 2017, ông là đại biểu dự Đại hội Đảng Cộng sản Trung Quốc lần thứ XIX, được bầu làm Ủy viên dự khuyết Ủy ban Trung ương Đảng Cộng sản Trung Quốc khóa XIX. Tháng 3 năm 2018, Lôi Phàm Bồi được điều rời khỏi Khoa Kỹ Hàng Thiên sau 30 năm hoạt động, được bổ nhiệm làm Bí thư Đảng tổ, Chủ tịch Công ty hữu hạn Tập đoàn Công nghiệp Đóng thuyền Trung Quốc. Đến tháng 10 năm 2019, công ty do ông lãnh đạo và Tập đoàn Công nghiệp trọng thuyền Trung Quốc được hợp nhất, ông được điều động lãnh đạo doanh nghiệp mới sau khi hợp nhất, nhậm chức Chủ tịch Tập đoàn Đóng thuyền Trung Quốc. Cuối năm 2022, ông tham gia Đại hội Đảng Cộng sản Trung Quốc lần thứ XX từ đoàn đại biểu Thượng Hải. Trong quá trình bầu cử tại đại hội, ông được bầu là Ủy viên Ủy ban Trung ương Đảng Cộng sản Trung Quốc khóa XX.